# Judge Rinder
Judge Rinder is een Brits realitytelevisieprogramma waarin geschillen worden behandeld door advocaat Robert Rinder. In de zaken die behandeld worden wordt niet officieel recht gesproken; de deelnemers hebben van tevoren ingestemd met een onafhankelijke arbitrage en met de uitkomst daarvan. Eenzelfde programmaformule is van toepassing op het Nederlandse televisieprogramma De Rijdende Rechter van de NCRV.
In België is Judge Rinder te zien op de zender TLC en in Nederland op ID.